# Elisabeth Maxwald
Elisabeth Maxwald (21 juin 1967 - 9 juillet 2013) était une skieuse paralympique autrichienne,. Elle a représenté l'Autriche lors de la compétition de ski alpin paralympique aux Jeux paralympiques d'hiver de 1988 à Innsbruck et aux Jeux paralympiques d'hiver de 1998 en ski nordique à Nagano. Elle a remporté quatre médailles, deux médailles d'or, une d'argent et une de bronze.

## Carrière
Elle a participé aux Jeux paralympiques d'hiver de 1988, remportant une médaille d'or au slalom géant en 4 : 18,47 (deuxième Cara Dunne qui a terminé la course en 4 : 59,62 et troisième Susana Herrera en 5 : 30,41). Elle a été disqualifiée en ski de descente féminine B1 .
Elle a participé aux Jeux paralympiques d'hiver de 1998 à Nagano. Elle a remporté la médaille d'or lors de la compétition de ski nordique. La course technique classique de 5 km, devant l'athlète allemande Verena Bentele et la Russe Lioubov Paninykh ; elle a remporté la médaille d'argent dans la catégorie 3 × 2,5 km (avec Gabriele Berghofer et Renata Hoenisch ) ; et elle a remporté la médaille de bronze dans la course de 5 km nage libre.